# Desaparición de Pamela Holopainen
Pamela Holopainen (Hamilton, Ontario; 1 de agosto de 1981) era una joven canadiense inuit que desapareció en diciembre de 2003, cuando tenía 22 años, en la localidad de Timmins, en la provincia de Ontario (Canadá).

## Antecedentes
Pamela Jayne Holopainen nació en la ciudad canadiense de Hamilton (Ontario) el 1 de agosto de 1981. Su madre, Holly Kowtook, era una mujer inuit que había sido enviada a un internado en Timmins, también en Ontario. Holly nació y se crio en Moose Factory, , aunque su familia era originaria de Sanikiluaq. Su padre, Patrick Holopainen, también se crio y pasó la mayor parte de su vida en la zona de Timmins. Holopainen era la segunda hija de Kowtook y la hermana menor de Vanessa Brousseau, tres años mayor que ella. En 1982, la familia se trasladó a South Porcupine, un barrio de Timmins donde vivía el padre de Holopainen. Kowtook era muy activa en la comunidad indígena local, y fue durante un tiempo presidenta del Centro de Amistad Indígena de Timmins, dejando a menudo a Holopainen al cuidado de su hermana mayor.
En el momento de su desaparición, Holopainen tenía 22 años, medía 1,58 cm., pesaba 57 kg y tenía el pelo castaño y los ojos azules. Se la ha descrito como de complexión media. Holopainen tenía dos tatuajes en la mano izquierda, uno con un dibujo de telaraña entre los dedos pulgar e índice y otro con las iniciales "DI".

## Desaparición
El sábado 13 de diciembre de 2003, Pamela Holopainen pidió a su hermana, Vanessa Brousseau, que cuidara de sus dos hijos pequeños para que ella y su pareja, Chris Manchester, pudieran asistir a la fiesta en casa de un amigo. Como Brousseau ya tenía planes para esa noche, pidió a la hermana de Manchester que cuidara de los niños. Alrededor de las 2 de la madrugada del día siguiente, Holopainen y Manchester discutieron en público, de lo que fueron testigos otros invitados a la fiesta. 
La última vez que se vio a Holopainen salir de la fiesta seguida de Manchester fue en la madrugada del domingo 14 de diciembre de 2003. Según los testigos, Holopainen tenía la intención de regresar a pie a su domicilio en el número 77 de Fourth Avenue, en el barrio de Schumacher. En ese momento llevaba una chaqueta de invierno Columbia de color morado, un collar de plata con un águila colgante de plata y hasta cuatro anillos.

## Investigación

### Búsqueda inicial
En lo que su familia ha descrito como un comportamiento poco habitual, Pamela Holopainen no se puso en contacto con su familia después de la noche de la fiesta. Su hermana, Vanessa Brousseau, intentó ponerse en contacto con ella al día siguiente, pero sólo pudo dejar un mensaje de voz que nunca fue contestado. Brousseau también intentó dejar regalos de Navidad para los hijos de Holopainen el 16 de diciembre, pero nadie abrió la puerta. En entrevistas, Brousseau sugirió que solían estar en contacto tres o cuatro veces al día y que mantenían una relación muy estrecha, por lo que la repentina falta de comunicación resultaba preocupante. Tras no recibir ninguna llamada de ella en Navidad, Brousseau llamó al casero de su hermana para preguntarle si sabía dónde estaba, pero él tampoco lo sabía y se ofreció a vigilar por si alguien pasaba por el apartamento. Al pasar más días sin contacto, su familia supuso que Holopainen, Manchester y sus hijos estaban visitando a la familia de Manchester fuera de la ciudad.
El 31 de diciembre se denunció por primera vez la desaparición de Holopainen. La hermana de Manchester se había puesto en contacto con su hermana y su madre en el bingo local y les había dicho que Holopainen había puesto fin a su relación y había dejado a sus hijos a su cargo. Preocupados, los familiares intentaron denunciar su desaparición, pero les dijeron que esperaran unos días más, ya que los agentes creían que podía estar bebiendo.
Sin el apoyo de la policía, los familiares empezaron a ponerse en contacto con amigos y otros posibles contactos de la zona. Manchester afirmó que ambos habían vuelto a su apartamento la noche de su desaparición, pero que ella se había marchado cuando él se despertó y que no habían vuelto a ponerse en contacto desde entonces. Según Brousseau, la familia de Holopainen dejó de hablar con él en esa época porque sospechaban que no estaba dando detalles sobre su desaparición y no quería participar en la colocación de carteles de persona desaparecida ni salir en las noticias locales para dar a conocer el caso.
La policía de Timmins emitió un aviso de persona desaparecida el 4 de enero de 2004, afirmando que se creía que Holopainen había ido a Hamilton, pero que no se sospechaba de juego sucio. Tras meses sin que los investigadores se pusieran en contacto con la familia, finalmente se reunieron con su hermana y su madre y les sugirieron que Holopainen trabajaba en Hamilton como trabajadora sexual. Durante la reunión, presentaron a la familia una fotografía de Holopainen desnuda que los investigadores encontraron en el ordenador de su casa.
En mayo de 2004, la policía de Timmins solicitó el apoyo de la Policía Provincial de Ontario, que se hizo cargo de la investigación varios meses después, con el detective inspector Dave Truax, de la Brigada de Investigación Criminal, al frente del caso. Los detectives no pudieron localizar a Holopainen, pero durante un registro en la zona de Timmins en otoño de ese año encontraron pruebas de sangre en las paredes, el suelo y la puerta de su apartamento. También registraron un vertedero local, el de Deloro, utilizando excavadoras y dos perros rastreadores de cadáveres entre el 26 y el 29 de octubre. En el año siguiente a la desaparición, la policía realizó más de cien entrevistas a testigos.

### Años siguientes
En los meses posteriores a la desaparición de Pamela Holopainen, su pareja, Chris Manchester, fue demandado ante el tribunal de familia por su madre, Holly Kowtook. A Kowtook se le concedió la custodia compartida de sus nietos, que pasaron cada dos fines de semana en su casa hasta su muerte, el 31 de diciembre de 2007, a los 45 años. Los hijos de Holopainen también fueron acogidos alternativamente por su padre o por su tía Vanessa Brousseau, y en ocasiones fueron acogidos por la Children's Aid Society. En el primer aniversario de la desaparición de Holopainen, se celebró en el Timmins Native Friendship Centre un acto conmemorativo organizado por la campaña Sisters in Spirit.
El 10 de mayo de 2005, la policía ofreció una recompensa de 50 000 dólares por información que condujera a la detención y condena de la persona o personas responsables de la desaparición de Holopainen. Ese mismo año, Holly Kowtook, madre de Holopainen, declaró al Timmins Daily Press que la policía no había investigado el caso de su hija tan a fondo como el de otras mujeres desaparecidas en la zona debido a su raza.
Tras las elecciones federales de 2015, en las que se formó un gobierno liberal con el primer ministro Justin Trudeau, se renovó el interés por establecer una investigación a escala nacional sobre el fenómeno de las mujeres indígenas desaparecidas y asesinadas. Vanessa Brousseau, hermana mayor de Holopainen, criticó públicamente la gestión policial de la investigación original y sugirió que el gobierno federal se pusiera en contacto con ella y con otros familiares de las desaparecidas antes de iniciar la investigación formal.
Cuando la investigación siguió adelante en 2017, los organizadores se negaron a recibir a Brousseau mientras se reunían con las familias en Toronto, sugiriendo que no podían permitirse organizar su viaje o una reunión más cerca de Timmins. Brousseau también se negó a viajar a Thunder Bay para asistir a la audiencia allí, señalando que la zona tiene una alta incidencia de mujeres indígenas desaparecidas y que no se sentía segura viajando en una zona donde creía que sería vulnerable a la violencia racista. Brousseau ha intentado recurrir a curanderos y psíquicos para localizar a su hermana, incluida la médium Theresa Caputo; y se unió a la red social TikTok en julio de 2020 para abogar por las mujeres indígenas desaparecidas y asesinadas, donde sus vídeos han sido vistos más de 1,1 millones de veces.
La responsabilidad de la investigación se transfirió finalmente a la sección de Timmins de la Policía Provincial de Ontario. La hermana de Holopainen ha afirmado que la comunicación de la policía ha mejorado en los últimos años, pero sugiere que los investigadores se han mostrado reacios a asumir la responsabilidad de los errores cometidos por sus agentes porque Holopainen era indígena. En una declaración presentada a la Investigación Nacional sobre Mujeres y Niñas Indígenas Desaparecidas y Asesinadas, Brousseau afirmó que el último detective de la OPP asignado a investigar la desaparición fue apartado del caso después de que el agente fuera detenido por cargos de incendio provocado, y desde entonces la OPP no se había puesto en contacto con la familia en ningún cargo oficial durante más de siete años.
Holopainen era uno de los once indígenas del noreste de Ontario cuyas desapariciones seguían figurando como "sin resolver" según un informe de la OPP publicado en diciembre de 2015. En una declaración de octubre de 2017, la portavoz de la policía de Timmins, Kate Cantin, afirmó que la policía revisa el caso con regularidad, pero la OPP no respondió a más preguntas realizadas sobre el caso por la CBC.
Las fotografías que rendían homenaje a Holopainen y a otras 1 180 mujeres indígenas desaparecidas y asesinadas se utilizaron como parte de "Mind", una exposición de arte de la artista Tracey-Mae Chambers, con sede en Simcoe, inaugurada en 2015. El caso de Holopainen fue uno de los varios casos de mujeres indígenas desaparecidas y asesinadas que se presentaron en una serie llamada Unresolved, un segmento de tiempo limitado en el programa de radio Morning North, afiliado a la CBC, en 2017. En la noche del 14 de noviembre de 2021, en Timmins, se encendió un "árbol de la esperanza" con más de 2 000 luces rojas en honor a las mujeres indígenas desaparecidas y asesinadas, incluida Holopainen, cuya familia asistió a la primera de lo que pretende convertirse en una ceremonia anual.
En el podcast sobre crímenes reales de la CBC The Next Call, el presentador David Ridgen especuló con la posibilidad de que Denis Léveillé, sospechoso de la desaparición sin resolver de Melanie Ethier en 1996 y con antecedentes de abusos sexuales a adolescentes, fuera responsable de otros casos de personas desaparecidas en Ontario. Ridgen incluyó a Holopainen en una lista de niñas y jóvenes desaparecidas en Ontario en la época en que Léveillé estaba en activo.
En 2023, el caso de Pamela Holopainen sigue siendo investigado por la división South Porcupine de la Policía Provincial de Ontario. A su vez, la Policía de Timmins también sigue incluyéndola en su directorio en línea de personas desaparecidas. La OPP ofrece una recompensa de 50 000 dólares por pistas que conduzcan a la detención y condena de la persona o personas responsables de su desaparición.
Los investigadores y la familia de Holopainen creen que ha fallecido y siguen sospechando que se trata de un crimen.